# Скубашевський Станіслав Валеріанович
Станісла́в Валеріа́нович Скубаше́вський (30 травня 1949, село Романівка, Чемеровецький район, Хмельницької області) — український політик, член Партії регіонів (з 2001); народний депутат України (з грудня 2012). Має 1 ранг державного службовця.

## Родина
Українець; батько Валеріан Антонович (1918–2003); мати Вікторія Станіславівна (1924–2002); дружина Галина Михайлівна (1948) — пенсіонерка; дочка Ольга (1974) — доцент Національного педагогічного університету ім. М. Драгоманова; дочка Тетяна (1979) — директор з навчання ТОВ «Освіта», м. Київ.

## Освіта
- Донецький політехнічний інститут, механічний факультет (1966–1976), інженер-механік, «Технічне устаткування заводів чорної металургії».

## Кар'єра
- 10.1966 — 01.1968 — робітник Донецького філіалу «Гіпрограду».
- 03.-11.1968 — тесляр ремонтно-механічного цеху Донецького заводу точного машинобудування, місто Донецьк.
- 12.1968 — 11.1970 служба в лавах Збройних сил, СРСР, місто Ташкент.
- 12.1970-05.1973 — секретар Комітету комсомолу, ТУ № 51 місто Донецька.
- 05.1973-05.1977 — завідувач відділу комсомольських організацій, другий секретар Ворошиловського райкому ЛКСМУ місто Донецька.
- 05.1977-11.1980 — інструктор організаційного відділу Донецького міського комітету Компартії України.
- 11.1980-08.1982 — завідувач організаційного відділу Будьонівського районного комітету Компартії України, місто Донецьк.
- 08.1982 — 04.1983 — заступник начальника плавильного цеху, заступник головного інженера з охорони праці та природи Донецького ВО «Донецьквторколірметал», місто Донецьк.
- 04.1983—09.1990 — другий секретар, перший секретар Будьонівського районного комітету Компартії України.
- 09.1990-08.1994 — голова Будьонівської районної Ради народних депутатів, місто Донецьк.
- 08.1994-10.1995 — заступник голови з виконавчої роботи Донецької обласної Ради народних депутатів
- 10.1995-08.1996 — заступник голови Донецької обласної Ради народних депутатів; заступник голови Донецької обласної державної адміністрації[4][5];
- 08.1994-09.1996 — директор з виробництва, АТЗТ «РаДон», місто Донецьк.
- 10.1996 — 05.1998 — помічник-консультант народного депутата України, Секретаріат ВР України, місто Київ
- 05.-07.1998 — заступник керівника секретаріату, 07.1998-11.1999 — керівник секретаріату, 11.1999-09.2001 — керівник апарату, 09.2001-11.2002 — заступник Голови, керівник апарату Донецької обласної державної адміністрації.
- 11.2002 — 01.2005 — керівник Служби Прем'єр-міністра України Кабінету Міністрів України[6][7].
- 03.2005 — 04.2006 — заступник генерального директора ЗАТ "Страхова компанія «Класичне страхування», місто Київ.
- 05.2006 — 02.2010 — народний депутат України V, VI скликань, член Комітету Верховної Ради України з питань Регламенту, депутатської етики та забезпечення діяльності Верховної Ради України.
- 02.2010 — 04.2011 — заступник Глави Адміністрації Президента України — Керівник Головного управління з питань регіональної та кадрової політики Адміністрації Президента України[8][9].
- з 04.2011 по 01.2013 — заступник Глави Адміністрації Президента України[10][11].
- з 01.2013 по цей час — Радник Президента України[12][13].

## Політична діяльність
- Депутат Будьонівської районної Ради міста Донецька (1980–1994).
- Березень 1998 — кандидат в народні депутати України, виборчій округ № 41, Донецька область. Зняв кандидатуру. На час виборів: помічник-консультант народного депутата України, член ЛПУ.
- Депутат Донецької обласної ради (2002–2006).
- Народний депутат України 5-го скликання з квітня 2006 по листопад 2007 від Партії регіонів, № 95 в списку. На час виборів: заступник генерального директора ЗАТ "Страхова компанія «Класичне страхування», член ПР. Член Комітету з питань Регламенту, депутатської етики та забезпечення діяльності Верховної Ради України (з липня 2006), член фракції Партії регіонів (з травня 2006).
- Народний депутат України 6-го скликання з листопада 2007 по березень 2010 від Партії регіонів, № 118 в списку. На час виборів: народний депутат України, член ПР. Член фракції Партії регіонів (з листопада 2007), член Комітету з питань Регламенту, депутатської етики та забезпечення діяльності Верховної Ради України (з грудня 2007). Склав депутатські повноваження 12 березня 2010[14].
- Народний депутат України 7-го скликання з грудня 2012 від Партії регіонів, № 14 в списку. На час виборів: заступник Глави Адміністрації Президента України, член ПР. Член фракції Партії регіонів (з грудня 2012), член Комітету з питань Регламенту, депутатської етики та забезпечення діяльності ВР України (з грудня 2012).

## Відзнаки
- Орден «За заслуги» III ступеня (червень 1999)[15].
- Заслужений економіст України (червень 2003)[16].
- Почесна грамота Кабінету Міністрів України (травень 2004)[17].
- Почесна грамота Верховної Ради України (2009).

## Різне
Вільно володіє українською‚ російською мовами; англійською читає і перекладає зі словником.